# Krasnokamsk
Krasnokamsk (en russe : Краснокамск) est une ville du kraï de Perm, en Russie, et le centre administratif du raïon Krasnokamski. Sa population s'élevait à 53 180 habitants en 2013.

## Géographie
La ville est située sur les contreforts ouest de l'Oural, sur la rive droite de la Kama, un affluent de la Volga, à 30 km à l'ouest de Perm.

## Histoire
L'agglomération a été fondée en 1929 autour d'une usine de fabrication de pâte à papier et de papier. Le statut de ville lui est accordé en 1938. Un gisement de pétrole découvert près de Krasnokamsk dans les années 1930, est mis en exploitation par Krasnokamskneft.

## Population
Recensements (*) ou estimations de la population
| 1939*  | 1959*  | 1970*  | 1979*  | 1989*  |
| ------ | ------ | ------ | ------ | ------ |
| 29 745 | 54 715 | 55 073 | 56 209 | 57 681 |

| 2002*  | 2010*  | 2012   | 2013   | - |
| ------ | ------ | ------ | ------ | - |
| 53 724 | 51 916 | 52 424 | 53 180 | - |

## Économie
La principale entreprise de la ville est l'usine Kamski Tsellioulozno-Boumajny Kombinat ou KTsBK (en russe : Камский целлюлозно-бумажный комбинат, КЦБК) : combinat de pâte et de papier mis en service en 1936. C'était à l'époque la plus grande usine d'Europe dans cette branche.
Il existe également des entreprises dans le domaine métallurgique, chimique et agroalimentaire ainsi qu'une centrale thermique.
La ville est reliée par un embranchement à la ligne du chemin de fer Transsibérien qui passe quelques kilomètres au nord.

## Personnalités
- Olha Bryzhina (1963-), athlète spécialiste du 400 m, triple championne olympique.